# Nagy Tamás (balettművész)
Nagy Tamás Zoltán (Budapest, 1975. február 28. –) Harangozó Gyula-díjas magyar balettművész, táncművész. 

## Életpályája
1996-ben végezte el a Magyar Táncművészeti Főiskola, a későbbi Magyar Táncművészeti Egyetem klasszikus balett tanszakát Dózsa Imre növendékeként. Ugyanebben az évben felvételt nyert a Magyar Állami Operaház társulatába, melynek magántáncosa, majd állandó vendégművésze volt. 1999-ben meghívást kapott az Amsterdami Holland Nemzeti Balett (Het Nationale Ballet) együtteséhez, amelynek visszavonulásáig, 2012-ig első magántáncosa. 2010 és 2012 között a társulat közalkalmazotti tanácsának elnöke volt. 2018-tól a Magyar Táncművészeti Egyetem rektori tanácsadója, majd 2021-től docens és a felügyelőbizottság tagja. 2022-ben Fodorné Molnár Márta rektor kinevezte a Művészeti Tanács Elnökének.

## Szerepei
- M. Petipa; Messerer; Ratmansky: Don Quijote
- Lavrovszkij: Giselle
- Bournonville: La Sylphide
- Chabukiani; Makarova: La Bayadere
- Vajnonen; W. Eagling, A. Page: A diótörő
- M. Petipa; Deane; Y.Vamos; van Danzig: A hattyúk tava
- M. Petipa; P. Wright; P. Chalmer: Csipkerózsika
- Seregi László: Rómeó és Júlia, Szentivánéji álom, Sylvia, Spartacus
- Pártay: Anna Karenina, Othello, Liszt
- Harangozó Gyula: Coppelia, Térzene
- Cranko: Anyegin
- Glen Tetley: Pierrot Lunaire
- Ashton: Hamupipőke, Szentivánéji Álom, Symphonic Variations
- Balanchine: Serenade, Four Templaments, Symphony in C, Csajkovszkij Pas de Deux, Brahms-Schönberg Quartet, Symphony in 3 movements, Duo Concertant, Theme and Variations
- Hans van Mannen: Concertante, Adagio Hammerklavier, Metaforen
- Kylian: Symphony in D-major, Clouds

## Vendégszólista
- Teatro dell’Opera di Roma − Csipkerózsika, A hattyúk tava, Don Quijote
- Rambert Ballet, London – Pierro Lunaire
- Opera de Nice, Deutcher Oper am Rhein, Düsseldorf – A hattyúk tava
- Finnish National Ballet, Scottish Ballet − A diótörő

## Díjai, elismerései
- Tériné Horváth Margit-díj (1993)
- Magyar Balett- és Kortárstánc-művészetért Díj ( 1996, fődíj)
- Harangozó Gyula-díj (2002)
- EuroPass Magyar Táncdíj (2003)